# Até o Fim (álbum de Elaine de Jesus)
Até O Fim é um álbum de estúdio de Elaine de Jesus, lançado em 2002 e produzido por Jairinho Manhães.
Foi responsável por expandir o ministério da cantora para todo o território nacional, saindo de seu repertório sucessos das igrejas como "É Demais", "Quem Chora Pra Deus", "Até o Fim" e "Olha Irmão".
Poucos meses após o seu lançamento, a cantora recebeu no programa do Raul Gil um Disco de Platina por mais de 250 mil cópias vendidas pelo álbum. Na mesma ocasião a intérprete cantou em rede nacional a música de abertura da obra, "É Demais". 
O álbum foi eleito o 80º melhor disco da década de 2000, de acordo com lista publicada pelo Super Gospel.

## Faixas
1. É Demais (Elizeu Gomes)
2. Quem Chora Pra Deus (Daniel e Samuel)
3. Não Pare (Rozeane Ribeiro)
4. Até o Fim (Elizeu Gomes)
5. Cidade de Deus (Daniel e Samuel)
6. Debaixo da Unção (Vanilda Bordieri)
7. Dono do Amor (Rozeane Ribeiro)
8. Tesouro do Coração (Vanilda Bordieri)
9. Olha Irmão… (Elizeu Gomes)
10. Deus Vai Agir (Vanilda Bordieri)
11. Ele É Capaz (Elizeu Gomes)
12. Homem dos Milagres (Rozeane Ribeiro)
13. Siga o Rei (Shirley Ceazer/Versão: Quarteto Alfa)
14. Metade de Mim (Daniel e Samuel)

## Ficha Técnica
- Produção Executiva: Cristo Vencedor
- Produção Geral: Pr. Ouriel e Elaine de Jesus
- Gravado, Mixado e Masterizado no Reuel Studio - RJ/Sistema Pro Tools Mix3 Plus
- Técnico de Gravação e Mixagem: Gerê Fontes Jr.
- Masterização: Gerê Fontes Jr., no Reuel Studio
- Mixagem nas músicas 1, 2, 3, 4, 5, 7, 9 e 12: Gerê Fontes Jr.
- Mixagem nas músicas 6, 10, 11, 13 e 14: Paulo Fontes
- Produção Musical e Arranjos: Jairinho Manhães
- Bateria: Sidão Pires
- Baixo: Marcos Natto
- Teclados e Piano: Rogério Vieira e Jairinho Manhães
- Violão Aço: Mindinho
- Violão Nylon: Mauro Costa Jr. e Mindinho
- Guitarra: Marcelo Magrão e Mindinho
- Percussão: Zé Leal
- Trompete e Fluguel: Márcio André
- Trombone: Robson Olicar
- Sax Tenor, Alto e Soprano: Marcos Bonfim
- Oboé: Moisés Ávila
- Flauta: Jairinho Manhães
- Trompa: Ismael Oliveira
- Acordeon: Agostinho Silva
- Violino: Ivan Quintana, Carmelo de Mattos, Daniel Passuni e Glauco Fernandes
- Violoncelo: Fernando Bru Pesce
- Back Vocal: Jozyanne, Cassiane, Betânia Lima, Sulamita Maia, Kátia Santana e Marquinhos Menezes.
- Gravado em novembro de 2001